# Carlos Marighella
Carlos Marighella est un homme politique et militant brésilien né le 5 décembre 1911 à Salvador de Bahia. 

## Biographie
Nè en 1911, il devient membre du Parti communiste brésilien (PCB) à l’âge de 29 ans, s’impliquant majoritairement en tant qu’organisateur. Il participe au soulèvement communiste réprimé de 1935, ce qui lui vaut un premier passage en prison. En 1937, Gétulio Vargas, prétextant une "menace communiste", instaure par coup d’état l’Estado Novo, un régime dictatorial populiste et anti-communiste. Marighella est à nouveau arrêté en 1939 pour être cette fois-ci emprisonné à Fernando de Noronha. En prison, pour garder la forme physique, il pratique le football et est surnommé « Bicão Siderúrigico », comme le raconte Mário Magalhães dans son livre. Un surnom qu'il devait autant à ses conférences sur le fer et l’acier qu’à la puissance de ses tirs alors qu’il jouait pieds-nus.
Malgré de nombreuses années passées en prison, il devient dès 1952 un membre officiel du comité central du parti. En 1953, il part en voyage en Union soviétique, puis en Chine, où il rencontre Mao Zedong.
Après le coup d'État militaire de 1964, convaincu de la nécessité de la lutte armée contre le régime militaire, il se rend à Cuba en 1967, à La Havane, pour participer à une conférence sur la solidarité latino-américaine, malgré l’interdiction des autres membres du parti, dont il critique l’immobilisme. Il est, peu de temps après, expulsé du parti. En 1968, il fonde l’Action de libération nationale (ALN) afin d’unir en une seule organisation les différentes forces révolutionnaires du pays, tout en travaillant de concert avec la Vanguarda Popular Revolucionaria (VPR) et le MR-8 (Movimento Revolucionario 8 de Outubro).
Les premières actions de guérilla urbaine sont ainsi lancées et aboutirent, en 1969, au renvoi de l’ambassadeur américain du Brésil. Marighella est finalement tué dans une embuscade policière le 4 novembre 1969.

## Œuvre principale

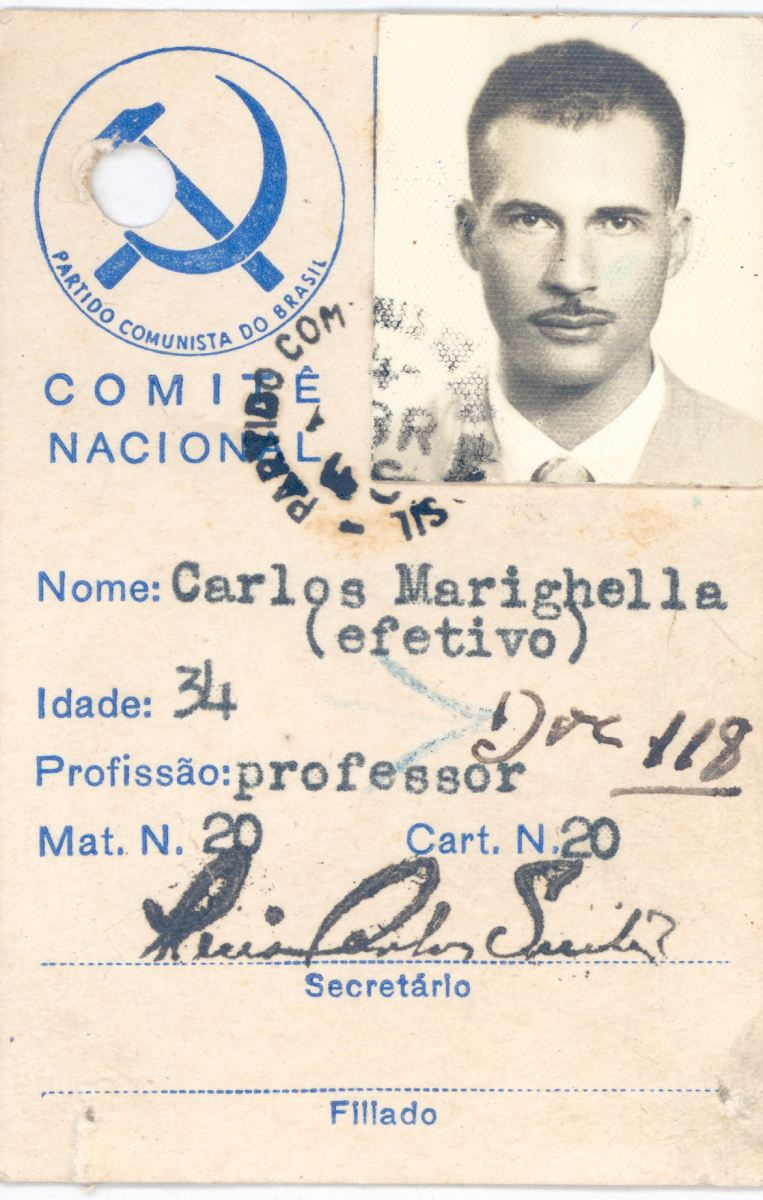
Marighella

Sans aucun doute, l’œuvre majeure de Marighella consiste dans l’élaboration du concept de guérilla urbaine, en alternative à la théorie du foco de Che Guevara, qui prônait le départ de la révolution dans un milieu rural. Il écrivit son « Manuel du guérillero urbain, » lors de l’un de ses derniers séjours à São Paulo, en 1969, peu de temps avant son assassinat. Contenant toutes les informations nécessaires à la mise en place d’un mouvement guérillero, ce document fut par la suite le manuel d’entraînement pour plusieurs groupes armés, tels l’IRA (Irish Republican Army) en Irlande, la Fraction armée rouge (RAF) d'Allemagne d'Ouest, ou encore les Brigades rouges d'Italie.
Carlos Marighella est souvent cité comme référence intellectuelle par le chanteur Bernard Lavilliers, qui l’aurait connu avant sa mort.
Au début de l'année 1970, les éditions du Seuil et 23 autres éditeurs s'unissent pour publier son essai Pour la libération du Brésil et contourner ainsi les risques de censure du gouvernement français.